# 하카타미나미선
하카타미나미선(일본어: 博多南線, はかたみなみせん)은 서일본 여객철도가 운영하는 철도 노선이다. 일본 후쿠오카현 후쿠오카시 하카타구에 있는 하카타역과 후쿠오카현 가스가시에 있는 하카타미나미역을 잇는다. 하카타미나미선은 기존선으로 취급되며 큐슈내에서의 기존선 운영은 규슈 여객철도 맡는다는 운행규정으로 인해 규슈 여객철도가 일부 수탁 관리를 하고 있다.

## 노선 정보
- 거리: 8.5 km
- 역 수: 2[2]
- 궤간: 1,435 mm (표준궤)
- 복선화 구간: 전 구간 (하카타미나미 역 구내는 단선)
- 전철화 구간: 전 구간 교류 25 k볼트 60 Hz

## 역사
- 1975년 3월 10일 : 오카야마 역 ~ 하카타역 구간이 개업하면서 산요 신칸센 전 구간 개통과 동시에 하카타 종합차량사업소에 회송선으로 개설되었다.
- 1987년 4월 1일 : 국철 분할 민영화에 의해 전 구간이 서일본 여객철도(이하 JR서일본)로 이관
- 1990년 4월 1일 - 하카타미나미 역 개통과 동시에 영업 개시.
- 1990년 12월 3일 - 연간 이용객 100만명 돌파.
- 2008년 12월 1일 : 0계 열차 종운(終運)[3]
- 2011년 3월 12일 : 규슈 신칸센 직결 운행 개시와 동시에 하카타미나미 역 ~ 하카타역 구간 공유하기 시작했다.
- 2012년 3월 16일 : 이 날 100계 열차 종운(終運)과 동시에 다이어 개정으로 모든 정기 하카타미나미 선 열차가 8량 편성으로 완전히 전환되었다.[4]

## 현황
큐슈신칸센의 선로 공용 구간은 하카타역에서 하카타 종합 차량소(하카타미나미역)까지 해당된다. 따라서 큐슈신칸센을 이용하려면 하카타역에서 환승해야 한다.
또한 큐슈여객철도 소속 차량의 경우 하카타미나미 선을 운행하지 않는다. 주로 출퇴근 시간대에 시간이 편성되었고 출근 시간대의 경우 최소 2회에서 최대 4회까지 편성하는 반면 하행 열차의 경우 최대 3회까지 편성되었다.
대부분 산요 신칸센과 직결 운행하며 일부 열차의 경우 하카타역까지 운행한다. 산요 신칸센과 직결하는 열차의 경우 고다마로 운행하는 경우가 많은데 일부 시간대 히카리 레일스타로 운행하는 경우가 있다. 또한 열차 번호의 경우 2800호대로 부여를 받는 반면 히카리 레일스타 직결 열차의 경우 2400호대로 부여를 받는다. 이 구간은 JR의 노선 명칭 공고 상에 따르면 재래선이지만, 산요 신칸센의 열차들이 운행하고 있다. JR 그룹의 특급 열차 중에서 유일하게 열차 이름 표시가 없다. 하카타역 전광판의 경우 623호와 같이 열차 번호만 표시되었고 행선지의 경우 하카타 또는 하카타미나미로 표시된다. 또한 모든 열차가 특급 열차로 운행하기 때문에 열차 종류별 안내가 없다.
하카타역에서 하카타미나미역으로 가는 열차 운행 시 안내방송에서 "고쿠라, 히로시마, 신토스, 구마모토 방면으로 운행하지 않으니 주의하시길 바랍니다."란 방송을 한다.

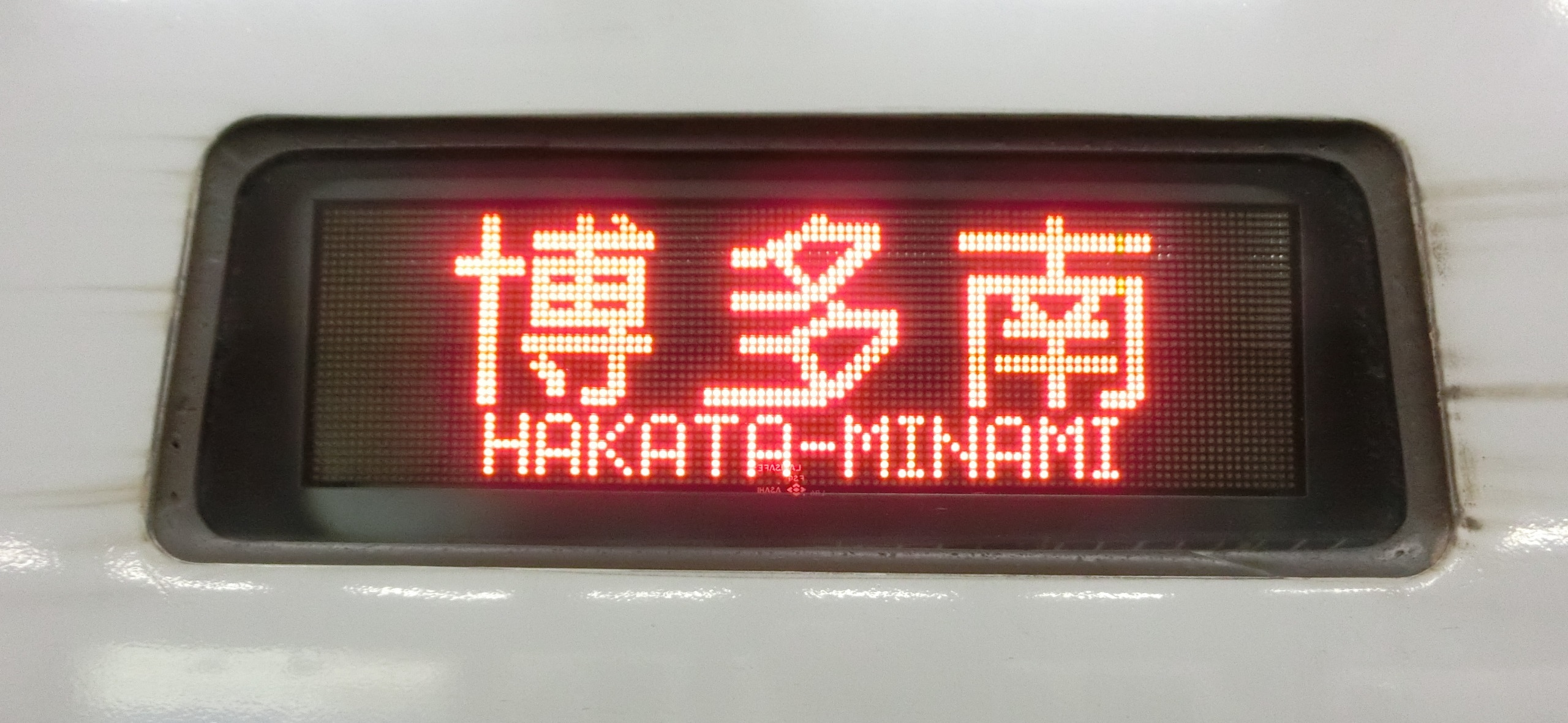
하카타미나미 행선지
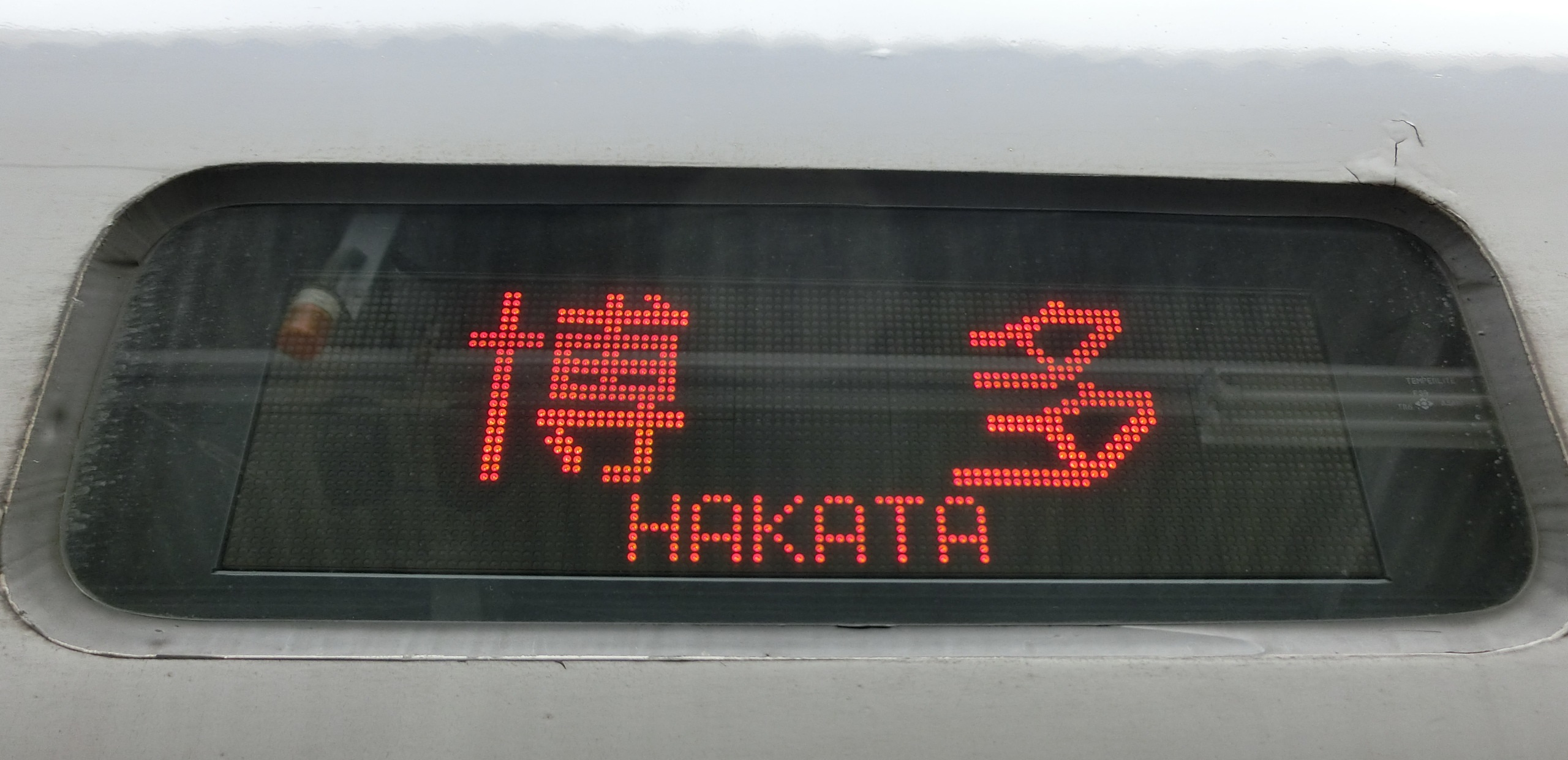
하카타 행선지

## 운행 형태
| 재래선 특급                    | ● | ● |
| ●＝정차；■＝일부 정차；↔＝통과 |   |   |

## 운행 열차

### 현재 운행하는 열차
- 500계
- 700계
- N700계

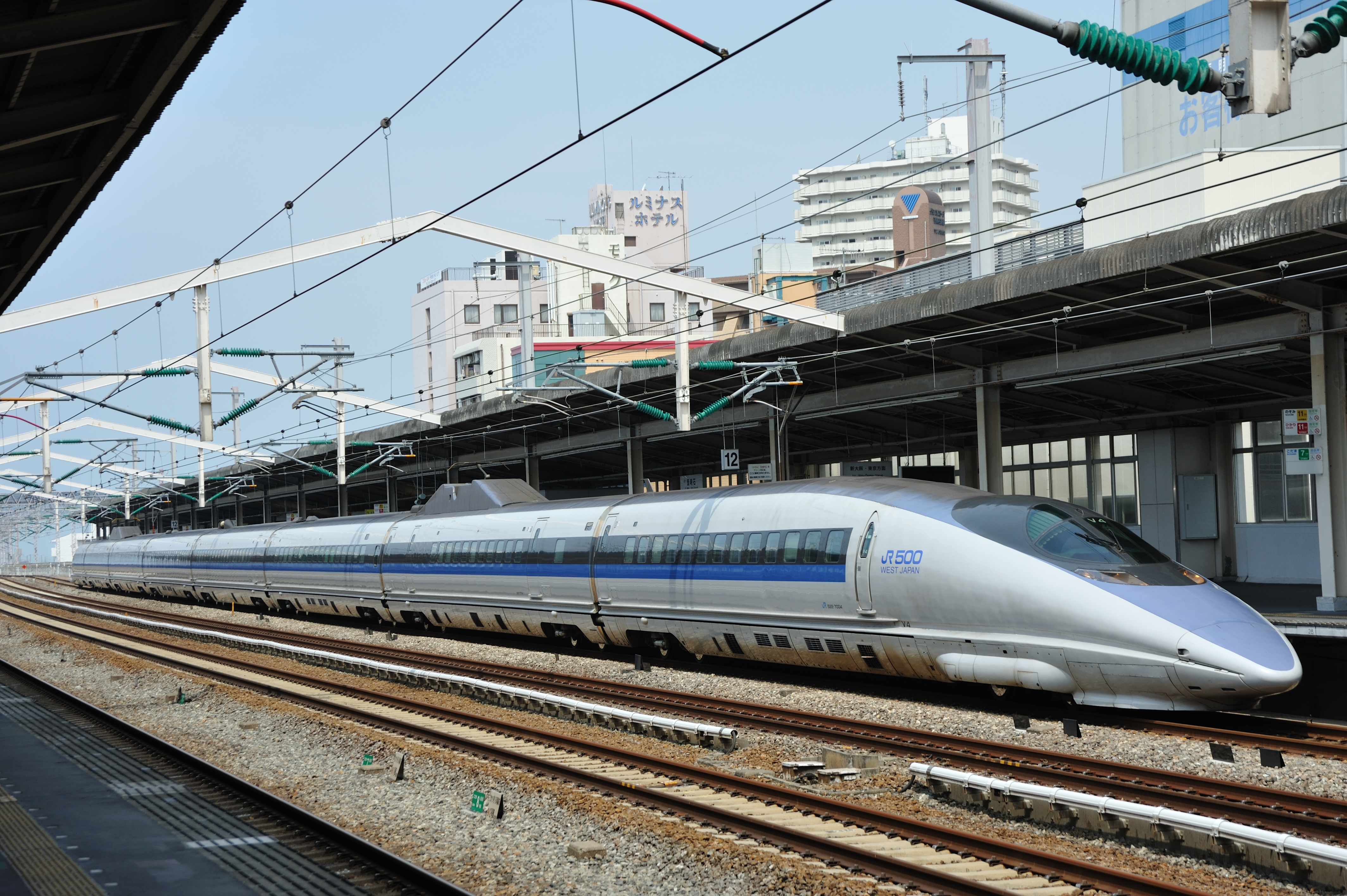
신칸센 500계
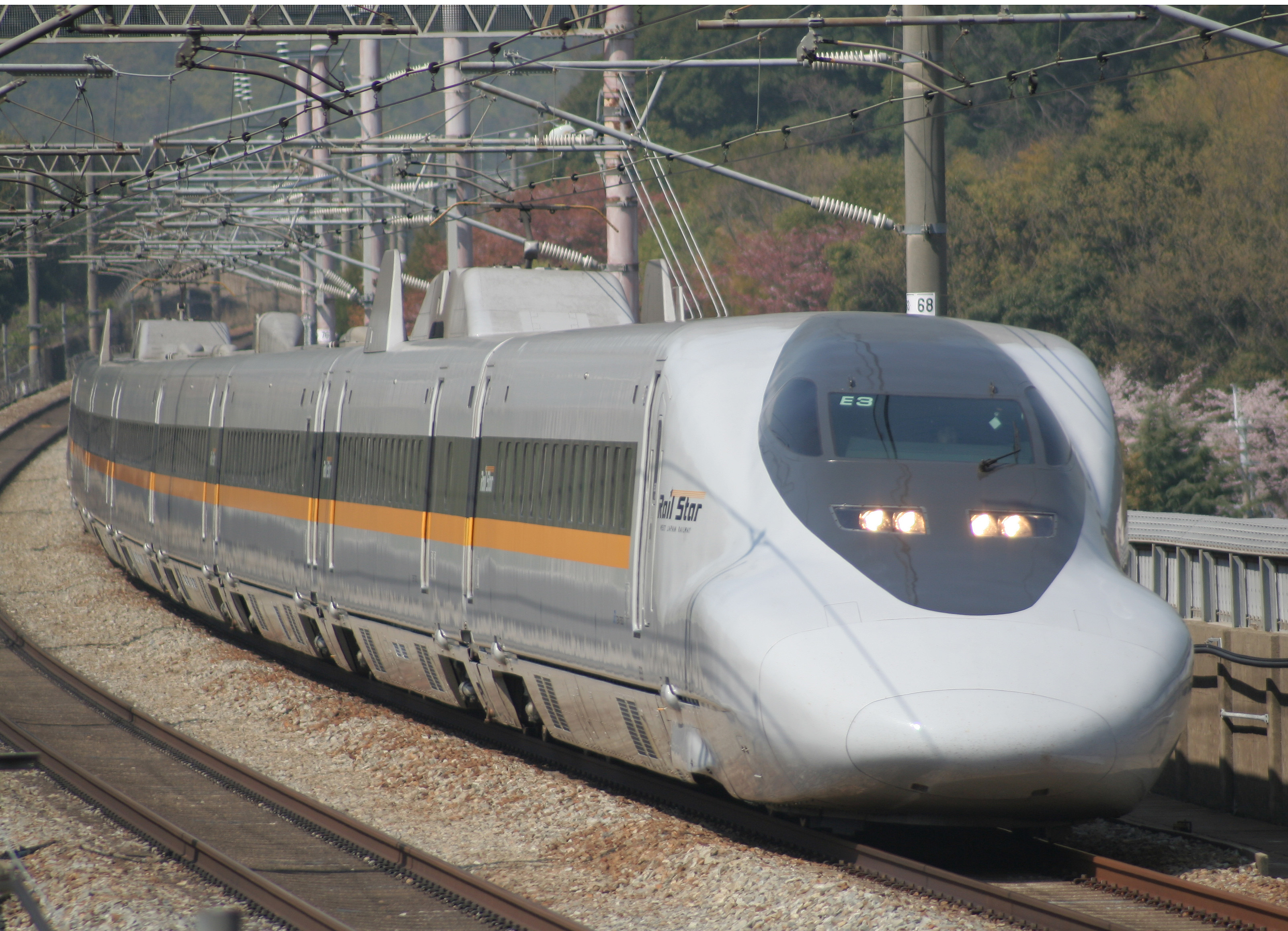
신칸센 700계
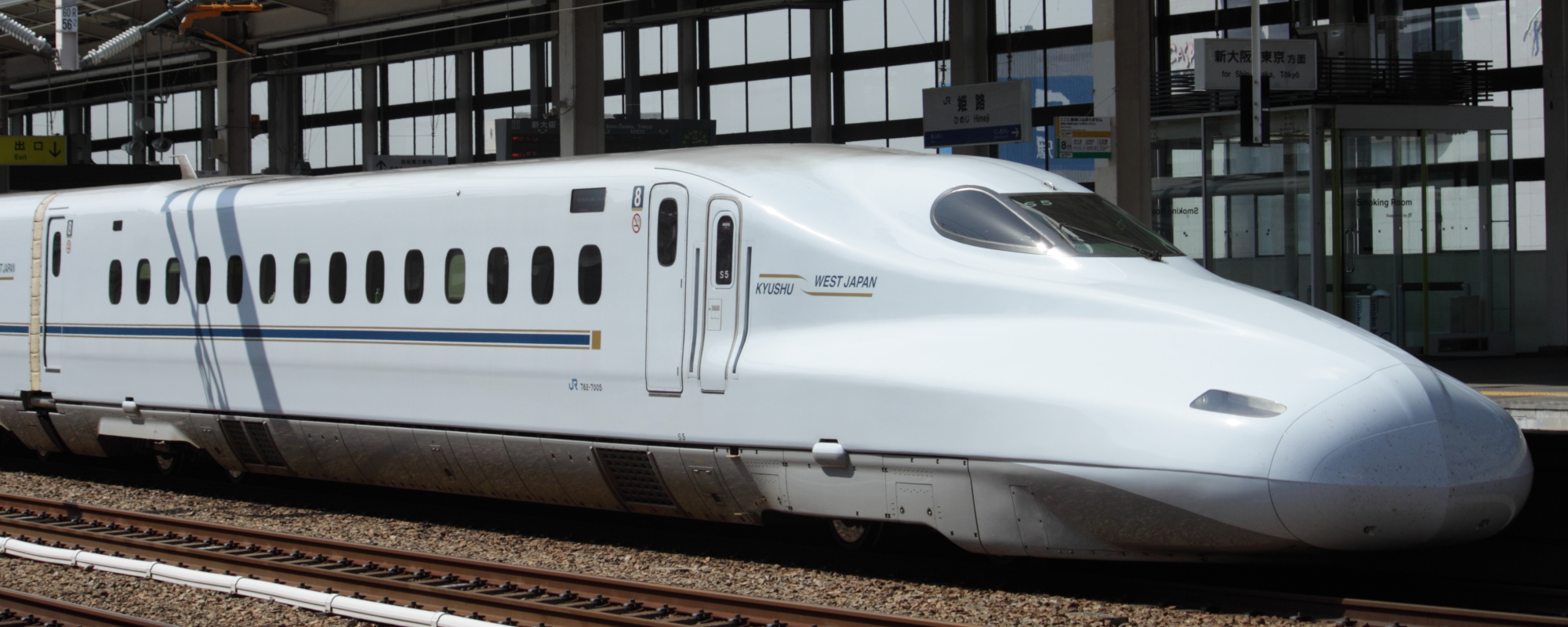
신칸센 N700계

### 퇴역 및 과거 운행 열차
- 0계
- 100계

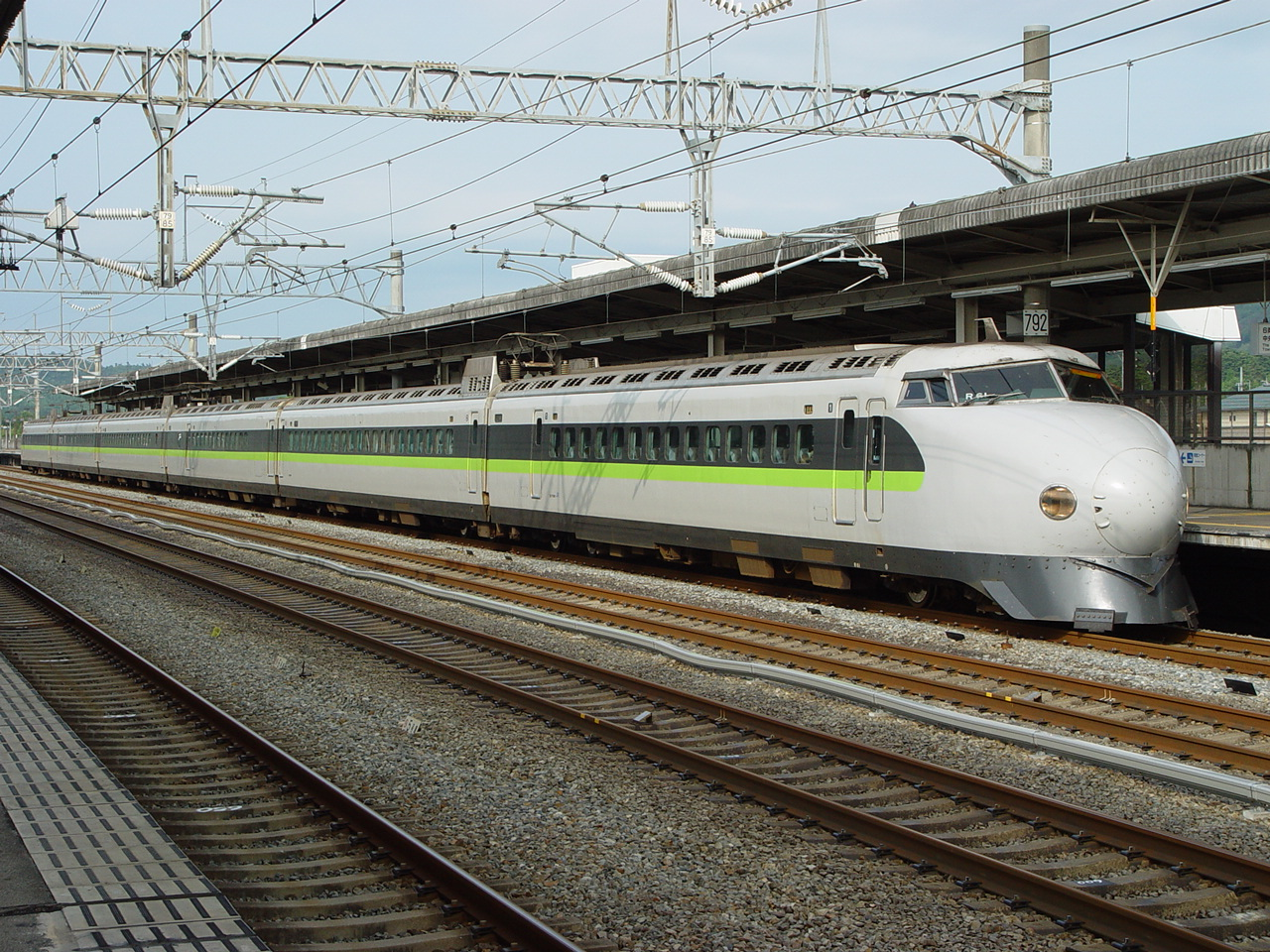
신칸센 0계
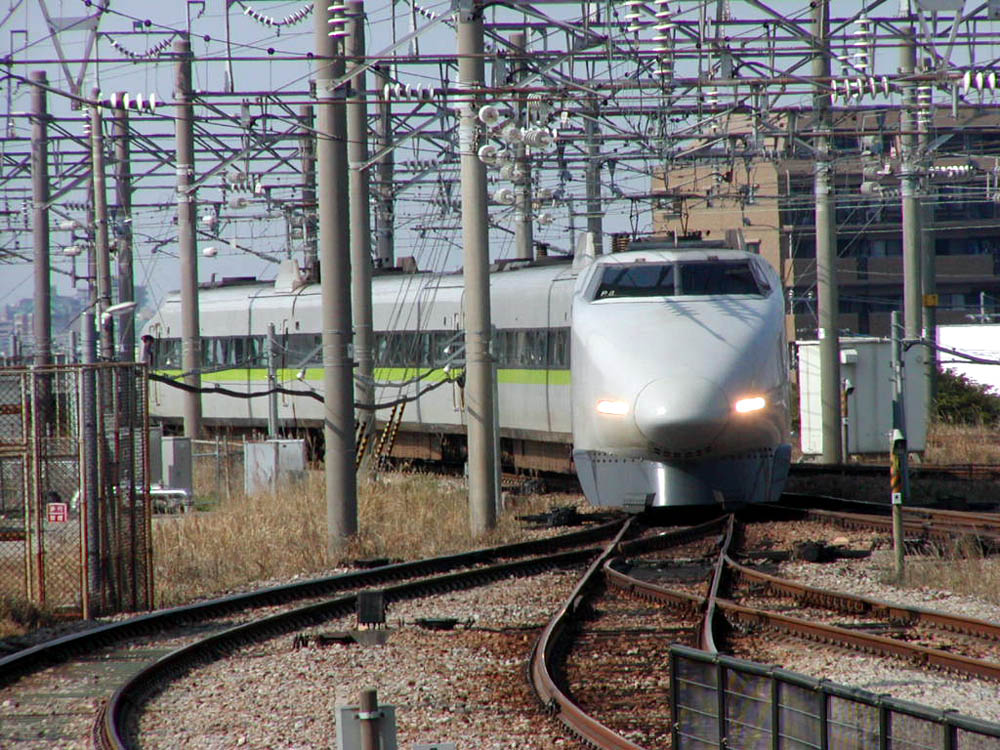
신칸센 100계

## 역 목록
| 역명         | 일어 역명 | 역간 거리 | 접속 노선 | 소재지     | 소재지     | 소재지   | 소재지 |
| ------------ | --------- | --------- | --- | ---------- | ---------- | -------- | ------ |
| 하카타       | 博多      | 0.0       | ■ 산요 신칸센(직결 운행 있음) ■ 큐슈 신칸센(직결 운행 있음) ■ 가고시마 본선·사사구리 선 ■ 후쿠오카 시 교통국 지하철 공항선 | 후쿠오카현 | 후쿠오카시 | 하카타구 |        |
| 하카타미나미 | 博多南    | 8.5       | | 후쿠오카현 | 가스가시   | 가스가시 |        |